# شینیچیرو واتانابه
شین‌ایچیرو واتانابه (ژاپنی: 渡辺 信一郎؛ زادهٔ ۲۴ مهٔ ۱۹۶۵) کارگردان فیلم، فیلم‌نامه‌نویس، و تهیه‌کننده موسیقی اهل ژاپن است. وی از سال ۱۹۹۰ میلادی تاکنون مشغول فعالیت بوده‌است.
از انیمه های خاص او می‌توان به کابوی بیباپ و سامورایی چامپلو اشاره کرد.